# Зоран Йолевски
Зоран Йолевски (на македонска литературна норма: Зоран Јолевски) е политик и дипломат от Северна Македония.

## Биография
Йолевски е роден на 16 юли 1959 година в Скопие. Завършва бакалавър икономика, магистратура право и докторантура международна икономика в Скопския университет. Става посланик на Република Македония в САЩ на 22 март 2007 година. През ноември 2008 година е назначен за главен преговарящ при спора за името на Република Македония. Йолевски е назначен за посланик на Република Македония в Мексико в 2011 година.
Женен е и има 2 сина.

## Трудове
Зоран Йолевски е автор или съавтор на следните трудове:
- The World Trading System, Matica, Skopje, 2006
- Multinational Corporations: Challenge of the Contemporary Economy, Economy Press, Skopje, 1997
- Report on the Foreign Trade of Macedonia 2005, главен редактор и съавтор на няколко глави
- Report on the Foreign Trade of Macedonia 2006, главен редактор и съавтор на няколко глави
- Mandate for Leadership: Principles for governing with Macedonia during the period of 2006-2010, Chief Editor, Institute for Economic Strategies and International Affairs – Ohrid, Skopje, 2006